# Heydon Prowse
Heydon Prowse (Londres, Inglaterra, 19 de febrero de 1981) es un actor y activista británico, reconocido por haber escrito y actuado en el programa de la BBC Three The Revolution Will Be Televised, ganador de un Premio BAFTA. En octubre de 2019 anunció su adhesión al movimiento social Extinction Rebellion.

## Biografía

### Primeros años de carrera
Prowse cursó estudios en la King Alfred School de Londres y en la Universidad de Sussex, donde estudió filosofía y se graduó en 2004. De niño interpretó a Colin Craven en la película de 1993 The Secret Garden. Fue noticia nacional en el Reino Unido en 2009, cuando una grabación secreta que hizo al político conservador Alan Duncan en el Parlamento Británico provocó la destitución de Duncan de la primera fila de la oposición.

### RevoltingyDon't Panic
Heydon Prowse y el cineasta Jolyon Rubinstein crearon y protagonizaron el programa de sketches y sátira Revolting en la BBC2 en 2017, un show de corta duración que cosechó controversia a través de parodias como The Real Housewives of ISIS. Prowse es director y talento de la agencia creativa viral Don't Panic, para la que ha creado varias películas premiadas. En 2013 dirigió su primer programa de VICE, presentado por Nimrod Kamer en el Festival de Venecia.

### Michael Green, trabajo como presentador y actualidad
Para las elecciones generales del Reino Unido de 2015, Prowse cambió su nombre por el de Michael Green mediante una escritura para presentarse como candidato independiente contra Grant Shapps en la circunscripción de Welwyn Hatfield. El nombre Michael Green es un seudónimo de Shapps que ha suscitado polémica. Consiguió 216 votos en las elecciones, quedando en sexto lugar entre siete candidatos.
Prowse también actuó como presentador del programa documental de la BBC The Town That Took on the Taxman, emitido en enero de 2016, en el que las empresas de la pequeña ciudad galesa de Crickhowell intentaban minimizar su carga fiscal utilizando los mismos métodos que las grandes empresas.
Prowse es conocido por hacer bromas a personalidades de la política y el espectáculo. En febrero de 2017 llamó al número 10 de Downing Street afirmando que el presidente de Estados Unidos quería enviar a la política Theresa May su ramo de flores favorito como regalo especial. En mayo del mismo año llamó a Jeremy Corbyn, quien confundió a Prowse con el rapero Stormzy. Ambos hablaron de hacer un vídeo de grime juntos.